# Cartello colombiano
Un cartello colombiano è il nome con cui viene indicata una organizzazione criminale operante o con base in Colombia.
Ritenuti tra i maggiori produttori e contrabbandieri di droga nel mondo, i cartelli hanno raggiunto una certa diffusione internazionale nella seconda metà del XX secolo. I più famosi sono:
- Cartello di Cali (1977 - 1998)
- Cartello di Medellín (1976 - 1993)
- Cartello di Norte del Valle (1990 - 2006)
- Cartello della Costa (1980 - 2010)

I gruppi emergenti attuali (dal 2006), invece, sono:
- Clan del Golfo
- Águilas Negras
- Los Rastrojos
- Los Machos (Diego Montoya)
- Los Rastrojos (Wilber Varela)
- Los Urabeños
- Los Paisas[1]
- Los Machos[2][3]
- Los Gaitanistas[4]
- Renacer
- Nueva Generación
- ERPAC[5]
- Bloque Meta
- Libertadores del Vichada
- Ejército Popular de Liberación (dal 2013 considerato un cartello della droga)[6]
- La Oficina de Envigado[7]

## Nella cultura di massa
- Narcos, film italiano del 1992
- Blow
- El cartel, serie TV colombiana del 2008
- El Cartel de los Sapos, serie TV colombiana del 2011
- Escobar, el Patrón del Mal, serie TV colombiana del 2012
- Escobar, film del 2014
- Narcos,  serie TV statunitense (2015-2017)
- Escobar: il fascino del male, film spagnolo del 2017